# Viridictyna kikkawai
Viridictyna kikkawai är en spindelart som beskrevs av Forster 1970. Viridictyna kikkawai ingår i släktet Viridictyna och familjen kardarspindlar. Inga underarter finns listade i Catalogue of Life.